# Керн, Анджей

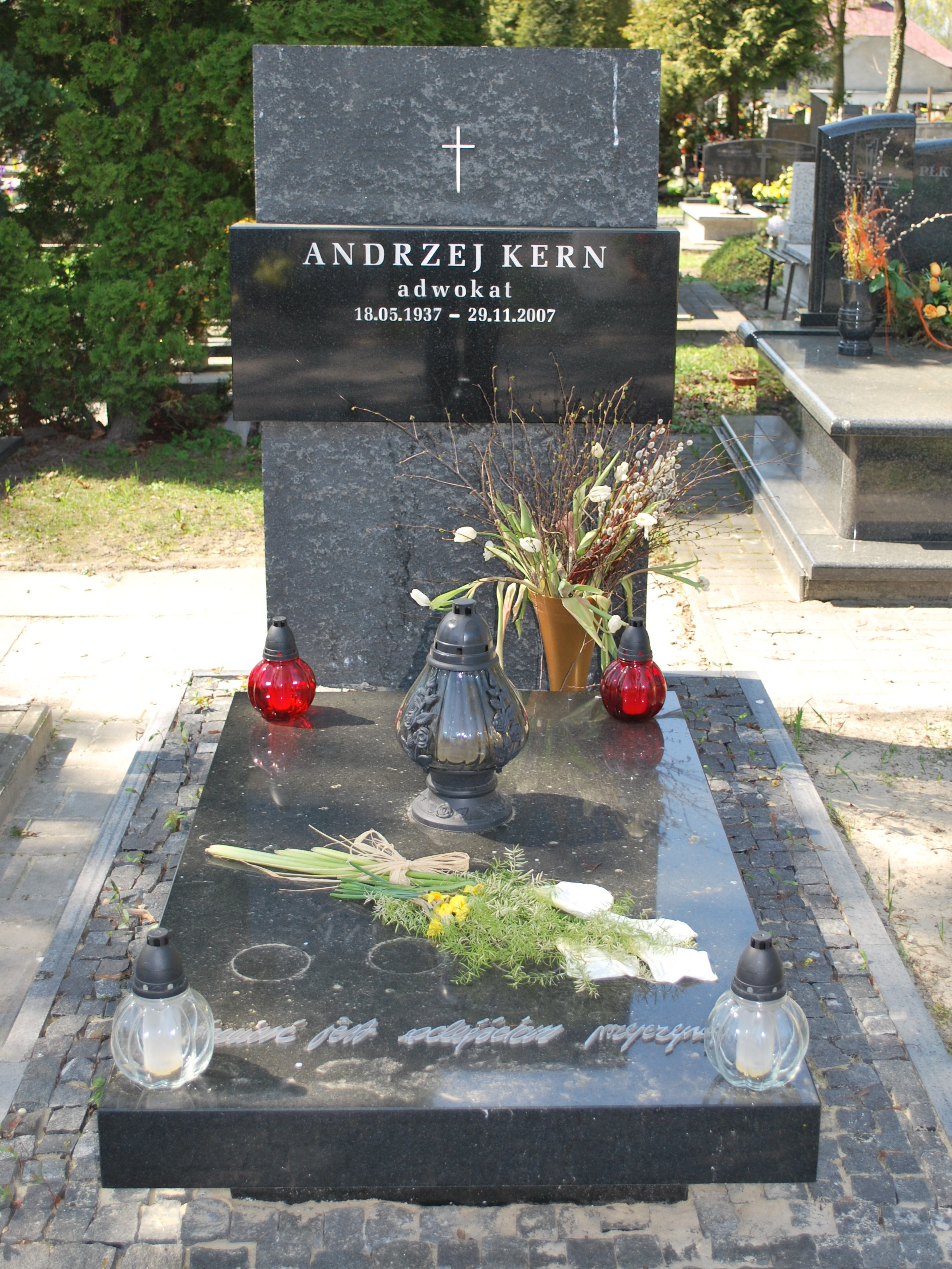
Могила Анджея Керна на аллее заслуженных деятелей на Кладбище Долы в Лодзи в Лодзи

А́нджей Пётр Керн (пол. Andrzej Piotr Kern; 18 мая 1937 года, Ленчица — 29 ноября 2007 года, Згеж) — польский политик и юрист, адвокат, оппозиционный деятель в период Польской Народной Республики, депутат Сейма 10-го и 1-го созывов (1989—1993), вице-маршал Сейма 1-го созыва (1991—1993).

## Деятельность
В 1989—1991 годах Анджей Керн был депутатом Сейма 10-го созыва от Гражданского комитета «Солидарность». В период своего пребывания в должности он был членом Гражданского парламентского клуба и занимал должность заместителя председателя Комитета юстиции (пол. Komisja Sprawiedliwości). В 1991 году Керн был избран депутатом парламента во второй раз по списку Объединения «Гражданский центр» и назначен на должность вице-маршала. Политик был одним из соучредителей Объединения «Центр».
В 1992 году стала достоянием общественности связь его 16-летней дочери Мони́ки Керн с 21-летним Мацеем Малисе́вичем. Побег дочери с её партнёром был освещён средствами массовой информации, в первую очередь еженедельником «Нет» Ежи Урбана, газетой «Трибуна» и «Газетой Выборчей», в которой Яцек Хуго-Бадер опубликовал репортаж под названием «Мезальянс». Эти публикации представляли заместителя маршала в негативном свете, противопоставляя его положительно описанной семье Мацея Малисевича. Режиссёр Марек Пивовски снял фильм «Похищение Агаты», в котором рассказывается о похожем скандале, где политик и отец сбежавшей дочери был показан в негативном свете. В последующие годы Анджей Керн выиграл несколько дел о нарушении личных прав, в том числе судебный процесс с Ежи Урбаном.
Умер 29 ноября 2007 года в больнице в Згеже. Похороны состоялись 5 декабря 2007 года на аллее заслуженных деятелей городском кладбище в деревне Долы. Посмертно награждён Командорским крестом ордена Возрождения Польши «за выдающийся вклад в демократические преобразования в Польше и государственную и общественную деятельность».